# Championnat de France Pro B de tennis de table 2018-2019
Navigation
Pro B 2017-2018 Pro B 2019-2020
Le Championnat de France Pro B de tennis de table 2018-2019 est la seizième édition du Championnat de France Pro B de tennis de table, second niveau des championnats de tennis de table par équipes en France. 
À partir de cette saison, le championnat Pro B Dames fusionne avec le championnat Pro A Dames.

## Classement général
| Rang | Équipe                      | Pts | J  | V  | N | D  | F | Pp | Pc | Diff |
| ---- | --------------------------- | --- | -- | -- | - | -- | - | -- | -- | ---- |
| 1    | Caen TT                     | 53  | 18 | 17 | 0 | 1  | 0 | 53 | 20 | +33  |
| 2    | EP Issy les Moulineaux      | 48  | 18 | 14 | 0 | 4  | 0 | 48 | 25 | +23  |
| 3    | ASTT Miramas                | 40  | 18 | 11 | 0 | 7  | 0 | 40 | 34 | +6   |
| 4    | TTC Nantes Atlantique       | 37  | 18 | 9  | 0 | 9  | 0 | 37 | 36 | +1   |
| 5    | 4S Tours TT                 | 36  | 18 | 9  | 0 | 9  | 0 | 36 | 38 | -2   |
| 6    | Roanne-Coteau Loire Nord TT | 36  | 18 | 7  | 0 | 11 | 0 | 36 | 41 | -5   |
| 7    | Argentan Bayard             | 36  | 18 | 6  | 0 | 12 | 0 | 36 | 45 | -9   |
| 8    | Metz TT                     | 35  | 18 | 8  | 0 | 10 | 0 | 35 | 41 | -6   |
| 9    | Thorigné-Fouillard TT       | 31  | 18 | 5  | 0 | 13 | 0 | 31 | 48 | -17  |
| 10   | AC Boulogne-Billancourt     | 25  | 18 | 4  | 0 | 14 | 0 | 25 | 49 | -24  |

Le premier est promu en Pro A, le dernier est relégué en Nationale 1.